# Enos maculata
Enos maculata is een vlinder uit de familie van de Lycaenidae. De wetenschappelijke naam van de soort werd als Thecla maculata in 1936 gepubliceerd door Percy Lathy.